# Franco Galbiati
Francesco „Franco“ Galbiati (* 22. Mai 1938 in Monza; † 2. April 2013 in Lissone) war ein italienischer Sprinter.
Bei den Olympischen Spielen 1956 in Melbourne wurde er Vierter in der 4-mal-100-Meter-Staffel und schied über 100 m im Vorlauf aus.
Seine Bestzeit über 100 m von 10,4 s stellte er am 29. September 1956 in Rom auf.